# Zygmunt Hutek
Zygmunt Hutek (ur. 11 stycznia 1936 w Równopolu) – polski rolnik, poseł na Sejm PRL V kadencji.

## Życiorys
Uzyskał wykształcenie podstawowe, z zawodu rolnik. W 1969 uzyskał mandat posła na Sejm PRL w okręgu Szamotuły z ramienia Polskiej Zjednoczonej Partii Robotniczej. Zasiadał w Komisji Kultury i Sztuki oraz w Komisji Rolnictwa i Przemysłu Spożywczego.